# Beloplavuti golobček
Beloplavuti golobček (znanstveno ime Romanogobio albipinnatus) je vrsta sladkovodnih rib iz družine pravih krapovcev.
Beloplavuti golobček nima ekonomske vrednosti. Razširjen je v vodotokih Poljske, Avstrije, Češke, Ukraijne, Bolgarije, Romunije, Moldavije, Madžarske, Hrvaške, Srbije, Črne gore, Slovaške in Slovenije. V Sloveniji je uvrščen na seznam zavarovanih živalskih vrst.